# Україна на Чемпіонаті світу з водних видів спорту 2024
Україна візьме участь у Чемпіонаті світу з водних видів спорту 2023, який пройде у Досі, Катар з 2 по 18 лютого.

## Медалісти
| Медаль | Спортсмени | Вид спорту          | Дисципліна                 | Дата      |
| ------ | --- | ------------------- | -------------------------- | --------- |
| Золото | Владислав Бухов | Плавання            | 50 метрів вільним стилем   | 17 лютого |
| Срібло | Марина Алексієва Владислава Алексієва Марта Фєдіна Олександра Горецька Вероніка Гришко Дар'я Мошинська Анастасія Шмоніна Валерія Тищенко | Артистичне плавання | акробатика                 | 4 лютого  |
| Бронза | Олексій Середа Кірілл Болюх | Стрибки у воду      | синхронна вишка, 10 метрів | 8 лютого  |
| Бронза | Олексій Середа | Стрибки у воду      | вишка, 10 метрів           | 10 лютого |

## Артистичне плавання
Спортсменів — 8
| Спортсменка | Дисципліна               | Попередні змагання | Попередні змагання | Фінал            | Фінал            |
| Спортсменка | Дисципліна               | Очки               | Місце              | Очки             | Місце            |
| --- | ------------------------ | ------------------ | ------------------ | ---------------- | ---------------- |
| Марина Алексієва Харківська областьВладислава Алексієва Харківська область | дует, технічна програма  | 210.9650           | 20                 | Завершили виступ | Завершили виступ |
| Марина Алексієва Харківська областьВладислава Алексієва Харківська область | дует, довільна програма  | 232.3936           | 7 Q                | 233.1437         | 8                |
| Марина Алексієва Харківська областьВладислава Алексієва Харківська областьМарта Фєдіна Харківська областьОлександра Горецька КиївВероніка Гришко Харківська областьДар'я Мошинська Харківська областьАнастасія Шмоніна Харківська областьВалерія Тищенко Харківська область | група, технічна програма | 234.8733           | 7 Q                | 206.7175         | 10               |
| Марина Алексієва Харківська областьВладислава Алексієва Харківська областьМарта Фєдіна Харківська областьОлександра Горецька КиївВероніка Гришко Харківська областьДар'я Мошинська Харківська областьАнастасія Шмоніна Харківська областьВалерія Тищенко Харківська область | група, довільна програма | 297.2999           | 5 Q                | 233.5229         | 9                |
| Марина Алексієва Харківська областьВладислава Алексієва Харківська областьМарта Фєдіна Харківська областьОлександра Горецька КиївВероніка Гришко Харківська областьДар'я Мошинська Харківська областьАнастасія Шмоніна Харківська областьВалерія Тищенко Харківська область | акробатика               | 243.2134           | 2 Q                | 243.3167         | 2                |

## Стрибки у воду
Спортсменів — 11
Чоловіки
| Спортсмен                                                           | Дисципліна                   | Попередні змагання | Попередні змагання | Півфінали       | Півфінали       | Фінал           | Фінал           |
| Спортсмен                                                           | Дисципліна                   | Очки               | Місце              | Очки            | Місце           | Очки            | Місце           |
| ------------------------------------------------------------------- | ---------------------------- | ------------------ | ------------------ | --------------- | --------------- | --------------- | --------------- |
| Данило Коновалов Миколаївська область                               | Трамплін, 1 метр             | 356.90             | 8 Q                | Н/Д             | Н/Д             | 349.55          | 8               |
| Кирило Азаров Київ                                                  | Трамплін, 1 метр             | 311.80             | 17                 | Н/Д             | Н/Д             | Завершив виступ | Завершив виступ |
| Данило Коновалов Миколаївська область                               | Трамплін, 3 метри            | 325.90             | 38                 | Завершив виступ | Завершив виступ | Завершив виступ | Завершив виступ |
| Кирило Азаров Київ                                                  | Трамплін, 3 метри            | 294.25             | 47                 | Завершив виступ | Завершив виступ | Завершив виступ | Завершив виступ |
| Олексій Середа Миколаївська область                                 | Вишка, 10 метрів             | 446.40             | 5 Q                | 441.70          | 5 Q             | 528.65          | 3               |
| Євген Науменко Запорізька область                                   | Вишка, 10 метрів             | 354.70             | 22                 | Завершив виступ | Завершив виступ | Завершив виступ | Завершив виступ |
| Олег Колодій Луганська областьДанило Коновалов Миколаївська область | Синхронний трамплін, 3 метри | Н/Д                | Н/Д                | Н/Д             | Н/Д             | 363.12          | 6               |
| Олексій Середа Миколаївська областьКірілл Болюх Київ                | Синхронна вишка, 10 метрів   | Н/Д                | Н/Д                | Н/Д             | Н/Д             | 406.47          | 3               |

Жінки
| Спортсмен                                                            | Дисципліна                   | Попередні змагання | Попередні змагання | Півфінали        | Півфінали        | Фінал            | Фінал            |
| Спортсмен                                                            | Дисципліна                   | Очки               | Місце              | Очки             | Місце            | Очки             | Місце            |
| -------------------------------------------------------------------- | ---------------------------- | ------------------ | ------------------ | ---------------- | ---------------- | ---------------- | ---------------- |
| Вікторія Кесарь Запорізька область                                   | Трамплін, 3 метри            | 276.30             | 8 Q                | 262.70           | 12 Q             | 208.25           | 12               |
| Софія Лискун Київ                                                    | Вишка, 10 метрів             | 281.70             | 14 Q               | 249.70           | 17               | Завершила виступ | Завершила виступ |
| Каріна Глижіна Київ                                                  | Вишка, 10 метрів             | 237.00             | 28                 | Завершила виступ | Завершила виступ | Завершила виступ | Завершила виступ |
| Вікторія Кесарь Запорізька областьАнна Письменська Луганська область | Синхронний трамплін, 3 метри | Н/Д                | Н/Д                | Н/Д              | Н/Д              | 277.47           | 5                |
| Ксенія Байло КиївСофія Лискун Київ                                   | Синхронна вишка, 10 метрів   | Н/Д                | Н/Д                | Н/Д              | Н/Д              | 292.50           | 5                |

Змішані змагання
| Спортсмени                                           | Дисципліна                   | Фінал  | Фінал |
| Спортсмени                                           | Дисципліна                   | Очки   | Місце |
| ---------------------------------------------------- | ---------------------------- | ------ | ----- |
| Кирило Азаров КиївАнна Письменська Луганська область | Синхронний трамплін, 3 метри | 235.50 | 13    |

## Плавання
Спортсменів — 7
Чоловіки
| Спортсмен                                   | Дисципліна            | Попередній заплив | Попередній заплив | Півфінал        | Півфінал        | Фінал           | Фінал           |
| Спортсмен                                   | Дисципліна            | Час               | Місце             | Час             | Місце           | Час             | Місце           |
| ------------------------------------------- | --------------------- | ----------------- | ----------------- | --------------- | --------------- | --------------- | --------------- |
| Владислав Бухов Київ                        | 50 м вільним стилем   | 21.56             | 2 Q               | 21.38 NR        | 2 Q             | 21.44           | 1               |
| Владислав Бухов Київ                        | 100 м вільним стилем  | 49.24             | 26                | Завершив виступ | Завершив виступ | Завершив виступ | Завершив виступ |
| Андрій Говоров Дніпропетровська область     | 50 м вільним стилем   | 22.48             | 33                | Завершив виступ | Завершив виступ | Завершив виступ | Завершив виступ |
| Андрій Говоров Дніпропетровська область     | 50 м батерфляєм       | 23.63             | 21                | Завершив виступ | Завершив виступ | Завершив виступ | Завершив виступ |
| Михайло Романчук Хмельницька область        | 800 м вільним стилем  | 7:47.20           | 6 Q               | Н/Д             | Н/Д             | 7:54.51         | 8               |
| Михайло Романчук Хмельницька область        | 1500 м вільним стилем | 14:51.83          | 4 Q               | Н/Д             | Н/Д             |                 |                 |
| Максим Овчінніков Запорізька область        | 50 м брасом           | 28.62             | 34                | Завершив виступ | Завершив виступ | Завершив виступ | Завершив виступ |
| Максим Овчінніков Запорізька область        | 100 м брасом          | 1:00.72           | 21                | Завершив виступ | Завершив виступ | Завершив виступ | Завершив виступ |
| Максим Овчінніков Запорізька область        | 200 м брасом          | 2:11.55           | 10 Q              | 2:11.82         | 12              | Завершив виступ | Завершив виступ |
| Денис Кесіль Дніпропетровська область       | 100 м батерфляєм      | 53.57             | 29                | Завершив виступ | Завершив виступ | Завершив виступ | Завершив виступ |
| Денис Кесіль Дніпропетровська область       | 200 м батерфляєм      | 1:57.42           | 12 Q              | 1:57.67         | 13              | Завершив виступ | Завершив виступ |
| Олександр Желтяков Дніпропетровська область | 50 метрів на спині    | 25.60             | 20                | Завершив виступ | Завершив виступ | Завершив виступ | Завершив виступ |
| Олександр Желтяков Дніпропетровська область | 100 метрів на спині   | 54.24             | 16 Q              | 54.05           | 15              | Завершив виступ | Завершив виступ |
| Олександр Желтяков Дніпропетровська область | 200 метрів на спині   | 2:01.81           | 23                | Завершив виступ | Завершив виступ | Завершив виступ | Завершив виступ |
| Вадим Науменко Одеська область              | 200 метрів комплексом | 2:01.87           | 19                | Завершив виступ | Завершив виступ | Завершив виступ | Завершив виступ |